# 독일의 로테르담 폭격
독일의 로테르담 폭격에 관한 내용이다.

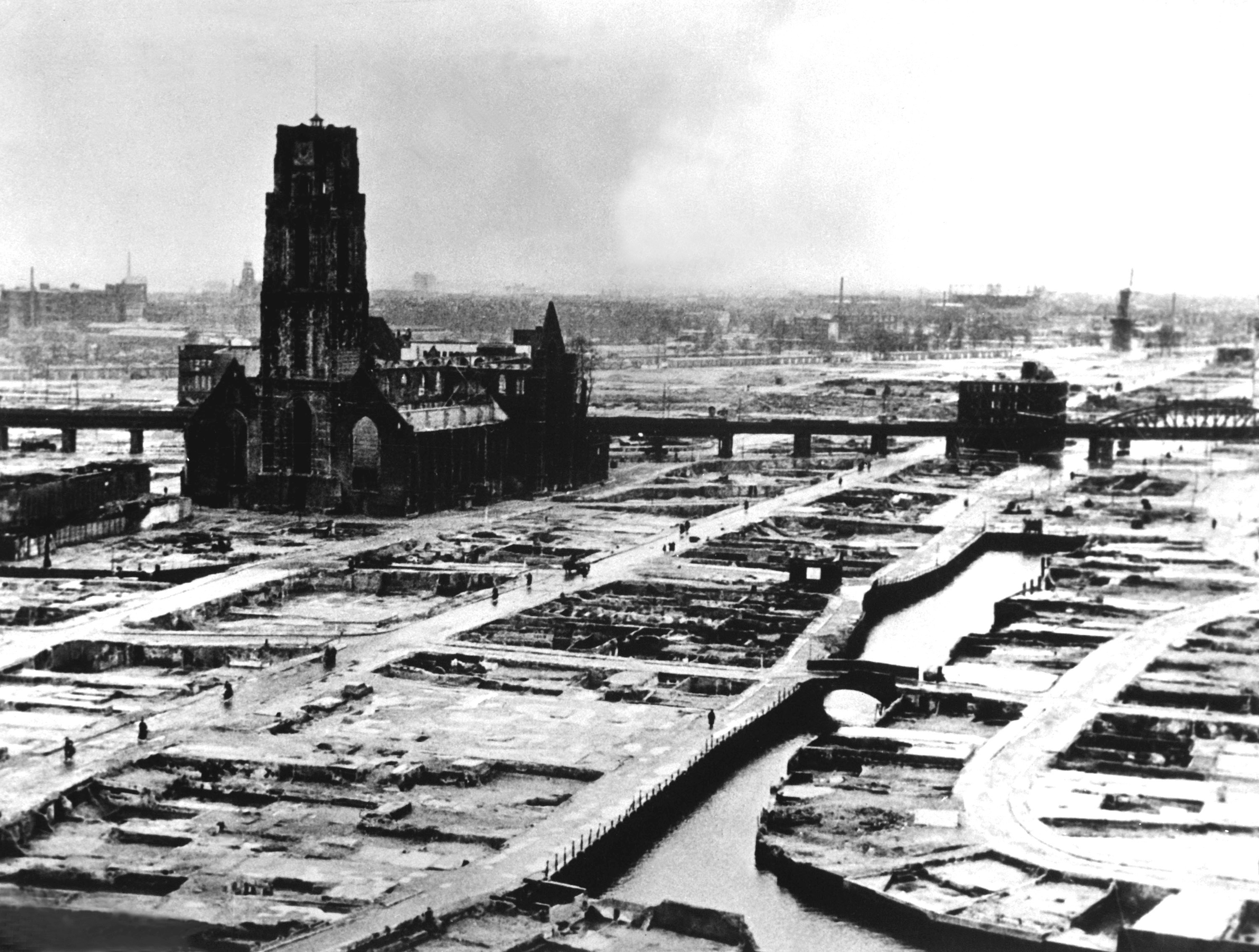
폭격 후 로테르담 시내의 모습. 심하게 훼손된(현재 복원된) 세인트 로렌스 교회는 로테르담의 중세 건축물을 연상시키는 유일하게 남아 있는 건물로 눈에 띈다. 이물질을 모두 제거한 후 찍은 사진이다.

1940년, 로테르담은 제2차 세계 대전 중 독일이 네덜란드를 침공하는 동안 루프트바페(독일 공군)의 대규모 공중 폭격을 받았다. 목표는 도시에서 싸우는 독일군을 지원하고, 네덜란드의 저항을 무너뜨리고, 네덜란드군을 항복시키는 것이었다. 폭격은 5월 10일 적대 행위가 시작되면서 시작되어 5월 14일 역사적인 도심 전체가 파괴되면서 절정에 달했다. 이 사건은 때때로 로테르담 공습이라고도 불린다. 2022년에 발표된 공식 목록에 따르면, 5월 14일 폭탄 테러만으로 최소 1,150명이 사망했고, 711명이 사망했으며, 85,000명이 집을 잃었다.
독일의 관점에서 본 습격의 심리적, 물리적 성공으로 인해 독일 공군 공군최고사령부(OKL)는 네덜란드 사령부가 항복하지 않으면 위트레흐트시를 파괴하겠다고 위협했다. 네덜란드군은 5월 14일 늦은 오후에 항복했고 다음날 아침 일찍 항복 문서에 서명했다.